# پشمک پناده
پشمک پناده، روستایی است از توابع بخش مرکزی شهرستان گنبد کاووس در استان گلستان ایران.که در مسیر گنبد کاووس به مینودشت قرار دارد و نام آن برگرفته از نام نوعی گیاه بومی منطقه می‌باشد بنام "پشمک" که اطراف رودخانه‌ها و جاهای حاصل خیز میروید و برای چرای دام مناسب می‌باشد.آن منطقه یک زمان چراگاه دامهای پسران تقان بوسک فرزند قارابای (جد امان قره جه) بوده و به پیشنهاد امان قره جه "کدخدا و خان بزرگ و قدرتمند تیره اسکندرلی طایفه قان یُخمز از ایل یموت" برادرانش اتوز صوفی و آق قلیچ ، آنه قلیچ و همچنین برادر جدش قارابای ؛ حالی قلیچ و پسرانش قلیچ دردی خان و دردو حاجی ( پدر حاج ابراهیم آخوند اسکندرلی) و  ددک حاجی  پشمکی در آن منطقه ساکن می‌شود و رفته رفته جمعیت افزایش می یابد و اکثرا از فامیلهای اسکندرلی و اسکندرنژاد و  پشمکی پسر خدای بردی پشمکی تشکیل میدهند  زمانی که عالم و عارف روحانی عبدالقادر آخوند داغستانی به پیشنهاد و حمایت دردو حاجی استاد یارمحمد آخوند نظری  به آنجا پناه میبرد پسونده "پناده" می‌گیرد و اسم روستا می‌شود "پشمک پناده" و مسجد و حوزه  بزرگ پشمک پناده در آن زمان و با کمک مردم بازسازی میشود ....

## جمعیت
این روستا در دهستان فجر قرار داشته و براساس سرشماری سال ۱۳۸۵جمعیت آن ۱٬۹۵۴نفر (۴۱۴خانوار) بوده‌است.